# 中大印刷
中大印刷有限公司（簡稱中大印刷）是中星集團旗下主要印刷公司。

## 歷史
- 1979年由薛濟傑博士創辦，最初是小型印刷
- 1983年已擴展為膠片印刷
- 1985年已成爲美國和加拿大的認可資格印刷商之一
- 1987年擴展至印刷彩盒，小冊子，說明書，兒童書及紙製品等産品，同年於深圳設立廠房
- 1991年成立中大印刷（中國）有限公司，以拓展中國業務
- 1992年中大印刷集團在香港交易所主板上市；在10年內，已獲ISO9002認證、ICTI 認證及ISO14000認證
- 2009年因母公司「中大印刷集團控股有限公司」改組，成為「中星集團」旗下主要印刷公司。

## 資料來源
- 中大集團；印刷業的「沃爾瑪」[永久]

## 外部連結
- ChungTai.com.hk（页面存档备份，存于）